# Занкевич, Михаил Ипполитович
Михаи́л Ипполи́тович Занке́вич (17 [29] сентября 1872 — 14 мая 1945, Франция) — русский генерал-майор, военный агент в Румынии и Австро-Венгрии, герой Первой мировой войны. Участник Белого движения.

## Биография
Православный. Из дворян. Сын полковника Ипполита Михайловича Занкевича и Софьи Карловны Занкевич. Сводный брат Бориса Фёдоровича Ушакова, сына Софьи Карловны от второго брака.
Окончил Псковский кадетский корпус (1891) и Павловское военное училище (1893), откуда выпущен был подпоручиком в лейб-гвардии Павловский полк.
Чины: поручик (1897), штабс-капитан (1899), капитан ГШ (1899), подполковник (1904), полковник (1908), генерал-майор (1914).
В 1899 году окончил Николаевскую академию Генерального штаба по 1-му разряду и был произведен в штабс-капитаны с переименованием в капитаны Генерального штаба. По окончании академии состоял старшим адъютантом штаба 29-й пехотной дивизии (1899—1900) и обер-офицером для особых поручений при штабе 20-го армейского корпуса (1900—1903). Цензовое командование ротой отбывал в лейб-гвардии Павловском полку (1901—1902). В феврале—мае 1903 года исправлял должность младшего делопроизводителя канцелярии военно-ученого комитета Главного штаба, в мае—ноябре 1903 состоял столоначальником Главного штаба. Затем был помощником военного агента в Вене (1903—1905), военным агентом в Румынии (1905—1910) и Австро-Венгрии (1910—1913).
8 июля 1913 года назначен командиром 146-го пехотного Царицынского полка, с которым и вступил в Первую мировую войну. Пожалован Георгиевским оружием
За то, что в ряде боев, веденных дивизией с 20 августа по 7 сентября 1914 г., талантливо и энергично выполнял возложенные на него задачи, всегда находясь в наиболее опасных местах, при чем в бою 20 августа 1914 г. овладел и удержал в своих руках деревню Сивалька, послужившую отличным исходным пунктом для атаки высоты 107.5 в овладении которой на следующий день он принял самое энергичное участие.
14 января 1915 года произведен в генерал-майоры «за отличия в делах против неприятеля». На 6 марта 1915 года — командующий 146-м пехотным Царицынским полком, на 28 мая того же года — командир бригады 37-й пехотной дивизии. 22 августа 1915 года назначен командиром лейб-гвардии Павловского полка, а 20 мая 1916 года — начальником штаба 2-й гвардейской пехотной дивизии. 11 июля 1916 года назначен и.д. генерал-квартирмейстера Генерального штаба, в каковой должности пробыл до 5 апреля 1917, когда был назначен в распоряжение начальника Генерального штаба. С 14 января 1917 года временно, в связи с болезнью генерала Аверьянова, исполнял обязанности начальника Генерального штаба. В феврале 1917 года, когда в Петрограде начались беспорядки, был назначен начальником военной охраны Петрограда.
Летом 1917 года был назначен представителем Ставки Верховного Главнокомандующего и Временного правительства во Франции, одновременно в июле 1917 — декабре 1918 года замещал военного агента графа Игнатьева. Боролся с солдатскими комитетами, в сентябре 1917 года возглавил части, усмирившие мятеж русских солдат в лагере Ла-Куртин.
В июле 1919 года прибыл в Россию и присоединился к Белому движению в Сибири. Состоял генерал-квартирмейстером в штабе Восточного фронта Русской армии, до октября 1919 года был начальником штаба группы Северных армий генерала Лохвицкого. В ноябре 1919 года был назначен начальником штаба Ставки Верховного главнокомандующего адмирала Колчака, в каковой должности пробыл до января 1920 года.
В эмиграции во Франции. Состоял председателем объединения лейб-гвардии Павловского полка, с 1934 года — председателем объединения Псковского кадетского корпуса. Скончался в 1945 году. Похоронен на кладбище Сент-Женевьев-де-Буа.

## Награды
- Орден Святого Станислава 3-й ст. (1902)
- Орден Святой Анны 3-й ст. (1907)
- Орден Святого Станислава 2-й ст. (ВП 6.12.1911)
- Орден Святого Владимира 4-й ст. (ВП 8.05.1912)
- Георгиевское оружие (ВП 03.01.1915)
- Орден Святого Владимира 3-й ст. с мечами (ВП 10.01.1915)
- Орден Святого Станислава 1-й ст. с мечами (ВП 06.03.1915)
- мечи и бант к ордену Св. Владимира 4-й ст. (ВП 28.05.1915)
- Орден Святой Анны 1-й ст. с мечами (ВП 12.02.1916)

## Сочинения
- Обстоятельства, сопровождавшие выдачу адмирала Колчака революционному правительству в Иркутске // Белое дело. — Берлин, 1927. — Т. 2.